# Christian Kane

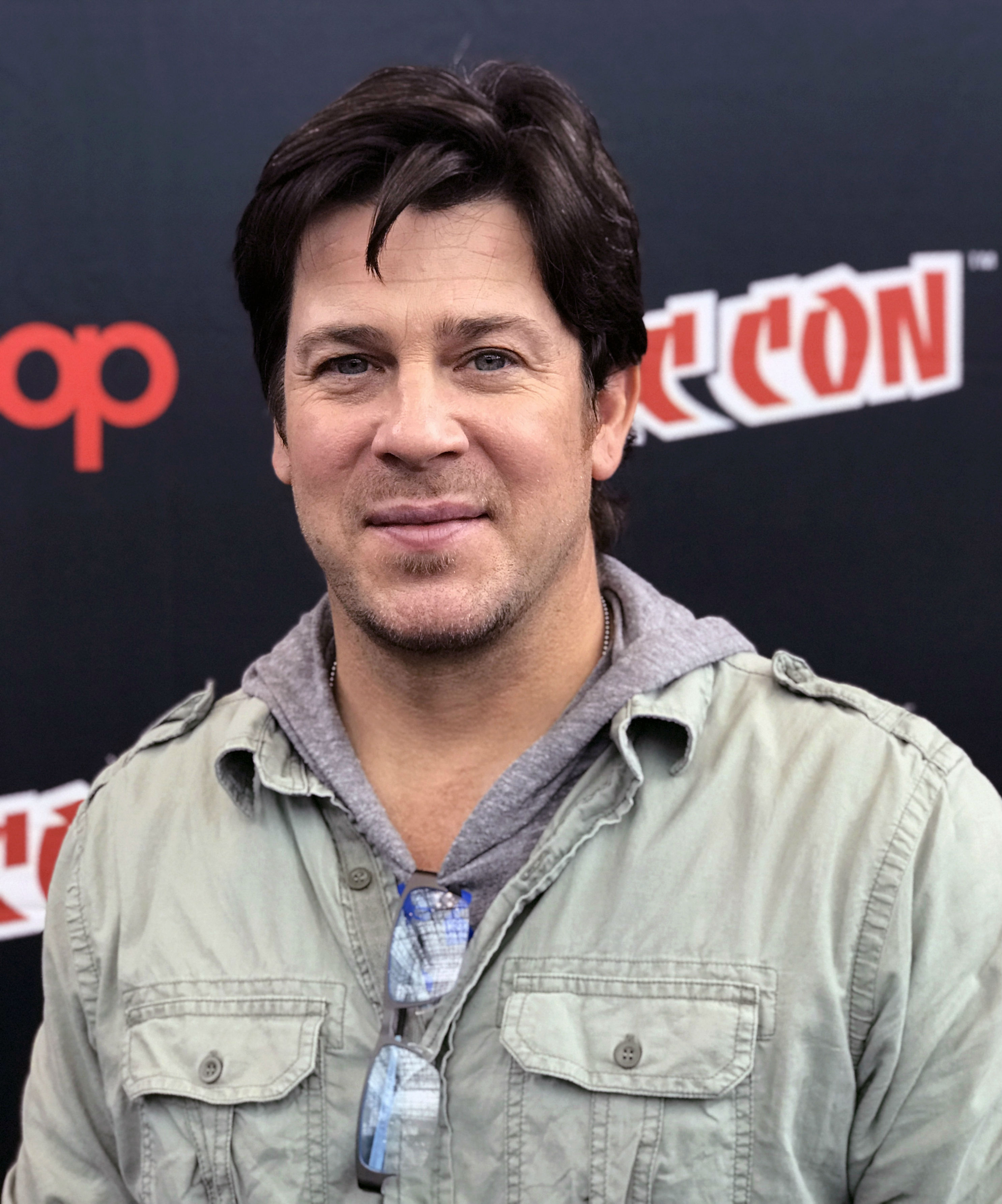
Christian Kane im Oktober 2017

Christian Michael Kane (* 27. Juni 1972 in Dallas, Texas) ist ein US-amerikanischer Countrysänger, Songwriter und Schauspieler. Seine wohl bekanntesten Rollen sind die des Lindsey McDonald in der Fernsehserie Angel – Jäger der Finsternis und die des Eliot Spencer in der Serie Leverage. Im englischsprachigen Raum ist er auch als Independent-Country-Rock-Musiker bekannt.

## Biografie

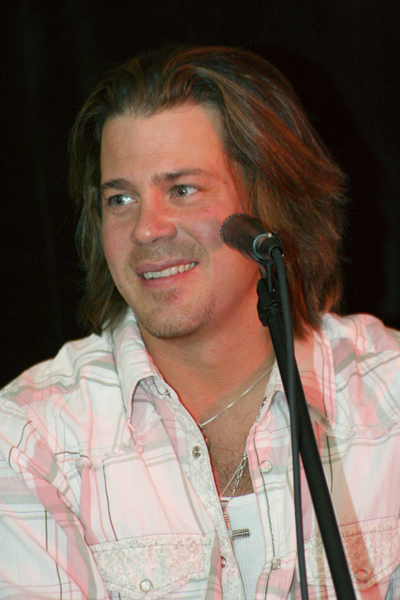
Christian Kane am 27. April 2006 bei einem Konzert in Las Vegas

Christian Kane hatte während seiner Kindheit verschiedene Wohnorte, ehe sich die Familie in Norman, einer kleinen Stadt in Oklahoma niederließ, in der Kane später auch die Universität besuchte. Während seiner Collegezeit trat er des Öfteren mit seinem Cousin Brandon Hart in diversen Clubs auf. Dem Traum von einer Karriere in der Unterhaltungsbranche folgend, zog es Kane schließlich nach Los Angeles.
Zunächst arbeitete Kane dort als Assistent in einer Produktionsfirma, bevor er 1997 in der MTV-Serie Fame LA in zwei Folgen die Rolle des Ryan Leggett spielte. Es folgten weitere Gastrollen in verschiedenen Fernsehserien, so in Rescue 77 und Dawson’s Creek. Kane spielte 1999 eine kleinere Rolle in dem Film EDtv. Danach folgten zahlreiche, oft kleinere Rollen in Filmen wie Voll verheiratet und Friday Night Lights.
1998 gründete er zusammen mit Steve Carlson das Country-Rock-Duo Kane und brachte zwei CDs auf den Markt. 2010 veröffentlichte er die Solo-EP Christian Kane.
Zwischen 2008 und dem Serienende 2012 war Christian Kane in einer der Hauptrollen der Serie Leverage zu sehen. Dort spielte er die Rolle des Eliot Spencer. In der 2021 gestarteten Nachfolge Serie Leverage 2.0 übernahm er die Rolle wieder. Von 2014 bis 2018 spielte er Jacob Stone in allen Folgen der Serie The Quest.

## Filmografie

### Filme und Serien
- 1997–1998: Fame LA (Fernsehserie, 21 Folgen)
- 1999: Rescue 77 (Fernsehserie, 8 Folgen)
- 1996: EDtv
- 1999–2004: Angel – Jäger der Finsternis (Angel, Fernsehserie, 21 Folgen)
- 2000: Der Club der gebrochenen Herzen (Broken Hearts Club)
- 2000: Love Song
- 2000: Dawson’s Creek (Fernsehserie, Folge 4x11)
- 2001: Crossfire Trail
- 2001: Summer Catch
- 2002: Leben oder so ähnlich (Life or Something Like It)
- 2003: The Crooked E: The Unshredded Truth About Enron
- 2003: Voll verheiratet (Just married)
- 2003: Löwen aus zweiter Hand (Secondhand Lions)
- 2004: The Plight of Clownana (Kurzfilm)
- 2004: New York Taxi (Taxi)
- 2004: Friday Night Lights: Touchdown am Freitag (Friday Night Lights)
- 2004: Las Vegas (Fernsehserie, Folge 1x20)
- 2005: Into the West – In den Westen (Into the West, TV-Mini-Serie, Teil 3–4)
- 2005: Her Minor Thing
- 2005–2006: Close to Home (Fernsehserie, 20 Folgen)
- 2005: Keep Your Distance
- 2006: Four Sheets to the Wind
- 2007: Hide
- 2008–2012: Leverage (Fernsehserie, 77 Folgen)
- 2013: King & Maxwell (Fernsehserie, Folge 1x07)
- 2014: 50 to 1
- 2014–2018: The Quest – Die Serie (The Librarians, Fernsehserie, 42 Folgen)
- 2016: Heaven Sent
- 2017: Christmas in the Heartland
- 2018: Tinker
- 2018: S.W.A.T. (Fernsehserie, Folge 2x05)
- 2018: Miles to go
- 2019: Supernatural (Fernsehserie, Folge 15x07)
- 2020, 2023: Almost Paradise (Fernsehserie, 20 Folgen)
- seit 2021: Leverage 2.0 (Leverage: Redemption, Fernsehserie)

### Musikvideo
- 2007: Carrie Underwood – So Small

## Auszeichnungen
- 2005: Nominierung: Teen Choice Award für Voll verheiratet
- 2018: Nominierung: Saturn Award für bester Nebendarsteller in The Quest – Die Serie

## Diskografie

### Studioalben
- 2000/2001/2002: Kane Debute Album
- 2010: House Rules

### Konzertalben
- 2004/2005: Acoustic Live in London

### EP
- 2010: Christian Kane